# مدرب القوة والتكيف
مدرب القوة والتكيف هو أخصائي اللياقة البدنية الذي يستخدم وصف التدريبات الرياضية خصيصًا لتحسين الأداء في المنافسات الرياضية. ويساعد مدربو القوة الرياضيون أيضًا على الوقاية من الإصابة فضلاً عن تقديم الآليات المناسبة التي يمكنهم اتباعها خلال أدائهم الرياضي.

## خصائص العمل
يعمل مدربو القوة والتكيف عادة مع الفرق الرياضية، ولكن قد يعملون أيضًا مع الأفراد.
ويميل مدربو القوة والتكيف إلى أن يتم توظيفهم من قبل مؤسسات التعليم العالي والفرق الرياضية المحترفة.
على الرغم من أن بعض مدربي القوة والتكيف قد يتخصصون في العمل مع فريق رياضي معين أو في نوع محدد من الأداء أو نوع من التدريب أو فلسفة التدريب، فإنه يجب على الكثيرين العمل على الصعيد الجماعي مع أي فريق يتم تعيينهم له. وبشكل عام، فقد وضع معظم مدربي القوة والتكيف خططًا وصفية للتدريب الجسدي تعمل على وجه التحديد على تعديل ممارسة تمارين الأيروبيك و/أو المقاومة و/أو المرونة لتتناسب مع المطالب الأيضية والبدنية للرياضة المقصودة. فمع وصف تدريبات الأيروبيك ، يحدد مدربو القوة والتكييف نوع الممارسة البدنية ومدتها والتكرار ومدته. وبالنسبة لوصف تدريبات المقاومة ، يتم تحديد نوع التدريب البدني وإجمالي حجم الجلسة وفترة الراحة والتكرار وكثافته. كما يمكن أن يشاركوا في وصف إجراءات الإطالة أو غيرها من المناهج. أما التغذية والاستشارات الطبية، فليست ضمن نطاقهم من الناحية العملية والمؤهلات التدريبية.

## فعالية مدربي القوة والتكيف
في الماضي، ربما يكون المدربون قد قادوا جهود القوة والتكيف للفريق أو ربما تركوا الفريق لتدريبه الخاص. وقد أثبتت البحوث أن دور التدريب لا يقتصر على تحسين الأداء فقط، ولكن قد يتسبب التدريب غير الصحيح (جري المسافات، ونشاط الألياف العضلية البطيئة، وذلك لدى رياضيي كرة القدم الذين يتمتعون بخصائص انقباض سريعة) في تقليل معدل الأداء. وباستخدام تقنيات مثل التمرينات الرياضية لدى الرياضيين الذين يتسمون بالطاقة العالية إلى جانب حركات رياضية محددة عند آخرين، فقد يحسن مدربو القوة الوظيفة البدنية والأداء الرياضي.

## معايير التأهيل
تقدم الرابطة الوطينة للقوة والتكيف المؤهل المطلوب المعتمد لمدرب القوة والتكيف المطلوب عادة لشغل وظائف في هذا المجال. وبالإضافة إلى شهادة متخصص قوة وتكيف (C.S.C.S) اللازمة لتصبح مدرب قوة وتكيف، فإن درجة البكالوريوس مطلوبة أيضًا، مثل تلك التي تمنحها كلية سيتانتا. ويواصل معظم مدربي القوة طريقهم نحو الحصول على درجة الماجستير الخاصة بهم وكذلك شهادات إضافية، مثل شهادة اختصاصي الصحة واللياقة (HFS) من خلال الكلية الأمريكية للطب الرياضي.